# Tolna atrigona
Tolna atrigona là một loài bướm đêm trong họ Erebidae.